# Доксарей
Доксарей (др.-греч. Δοξάρης, лат. Doxares) — индийский правитель IV века до н. э.

## Биография
Арриан называет Доксарея «номархом» (др.-греч. νομάρχης). В своём труде античный историк характеризует этим словом индийских правителей, обладающих «отрядами численностью в 5000 человек». По замечанию В. Геккеля, Доксарей правил на территории, прилегающей к верхнему течению Инда.
Когда Александр Македонский во время Индийского похода в 326 году до н. э. прибыл с войском к дружественно настроенному к македонянам Таксилу в его столицу, туда явились с дарами также послы от Абисара и Доксарея. В городе были устроены празднества и проведены спортивные состязания. Как отметил И. Дройзен, не представляется точным определить порядок организации Александром дел междуречья. Но в любом случае местные властители признали своё зависимое от македонян положение. При этом Таксил, возможно, был сделан «принцепсом между раджей по сю сторону Гидаспа», так как только он упоминается в качестве союзника Александра. Сама же индийская сатрапия была вверена Филиппу, сыну Махата.